# Харью, Юхан
Юхан или Йохан Пер Харью (швед. Johan Per Harju; 15 мая 1986, Эвертурнео, Норрботтен, Швеция) — шведский хоккеист финского происхождения, нападающий. Двукратный призёр чемпионатов мира 2009 и 2010. Победитель Кубка Европы 2012. Также в 2011 стал призёром Кубка Европы.

## Клубная карьера
Харью родился в городе Эвертурнео, там же в шестилетнем возрасте начал заниматься хоккеем. Его первым клубом был «Эвертурнео», там же он познакомился с Линусом Умарком, с которым завязалась крепкая дружба.
В «Элитсерии» Харью дебютировал в сезоне 2004/2005. В сезоне 2005/2006 он прочно закрепился в команде.
В шестом раунде драфта НХЛ 2007 года Харью был выбран клубом «Тампа-Бэй Лайтнинг» под общим 167 номером.
В 2009 году Харью подписал с московским «Динамо» контракт, рассчитанный на два года. Однако в КХЛ он отыграл лишь один сезон.
6 апреля 2010 года Харью подписал контракт с клубом НХЛ «Тампа-Бэй Лайтнинг». Первоначального в сезоне 2010/2011 он играл в АХЛ за «Норфолк Эдмиралс». Его дебют в НХЛ состоялся 12 ноября 2010 года в матче с «Питтсбург Пингвинз». 4 декабря он набрал первое очко в НХЛ, а уже 7 декабря в матче против «Калгари Флэймз» он впервые забросил шайбу.
29 апреля 2011 Харью вновь подписал сезонный контракт с «Лулео». Вместе с командой выиграл и стал призёром Кубка Европы.
1 мая 2012 года Харью подписал контракт на два сезона с «Брюнес».
Осенью 2014 года Харью пришёл в хельсинкский «Йокерит», где вместе со своим старым другом Линусом Умарком отыграл полсезона.
В январе 2015 года Харью в третий раз вернулся в состав родного «Лулео». 2 августа 2015 года стало известно, что он будет новым капитаном команды вместо Криса Эббота.

## Выступления за сборную
Харью выступал за сборную Швеции в нескольких турнирах, в том числе играл на чемпионатах мира 2009 и 2010 годов. В 2011 году он отказался от участия в чемпионате мира.

## Достижения
- Победитель Кубка Европы (2012)
- Бронзовый призёр Кубка Европы (2011)
- Бронзовый призёр чемпионата Мира (2: 2009, 2010)
- Матч звёзд АХЛ (2011)